# Vuonajärvi
Vuonajärvi är en sjö i Finland. Den ligger i kommunen Euraåminne i landskapet Satakunta, i den sydvästra delen av landet, 210 km nordväst om huvudstaden Helsingfors. Vuonajärvi ligger 30,9 meter över havet. I omgivningarna runt Vuonajärvi växer i huvudsak blandskog. Arean är 27,3 hektar och strandlinjen är 2,21 kilometer lång. Sjön  ingår i Bottenhavets kustområde. 